# 泰坦 (第一季)
美國超級英雄類型的電視劇《泰坦》第一季於2018年10月12日在DC Universe首播，2018年12月21日完結，共11集。第一季由阿奇瓦·高斯曼、傑夫·強斯和葛瑞格·貝蘭提開創，三人與莎拉·謝赫特（Sarah Schechter）以及葛瑞格·沃克（Greg Walker）共同擔當執行監製，葛瑞格·沃克同時為節目統籌。布蘭頓·思懷茲、安娜·迪奧普、蒂根·卡芙特和瑞恩·波特主演，阿倫·瑞奇森、敏卡·凱利、克蘭·華特斯和康娜·萊斯里出演常設角色，他們在第二季被提升為主演。

## 演員與角色

### 主要角色
- 布蘭頓·思懷茲 飾演 理查·「迪克」·格雷森／羅賓／夜翼（Dick Grayson / Robin / Nightwing）：前馬戲表演者，在他的父母去世後，被蝙蝠俠布魯斯·韋恩收養與訓練，作為他的伙伴一起打擊犯罪。成年後是底特律警察局的偵探，他的目標是從他的導師的陰影中走出來，他也是泰坦的領袖[1]。

托馬索·薩內里（Tomaso Sanelli）在閃回畫面中飾演年幼的迪克·格雷森。
- 安娜·迪奧普（英语：Anna Diop） 飾演 寇莉安／寇莉·安德斯／俏嬌娃（Koriand'r / Kory Anders / Starfire）：塔瑪蘭星球的公主，一個力量強大的外星人，雖然失憶在地球上尋找記憶並與泰坦接觸[2]。

- 蒂根·卡芙特 飾演 瑞秋·羅斯／酷姬（Rachel Roth / Raven）：一個神秘卻令人同情的年輕女孩，是惡魔的女兒，她的力量受情緒驅動[3] 。卡芙特表示瑞秋與迪克的關係「更像父女關係」，因兩人都有「被拋棄的感受」[4][5]。

- 瑞恩·波特 飾演 加菲·「小加」·羅根／人皮獸（Garfield "Gar" Logan / Beast Boy）：一個具變身動物能力的青少年，該能力是治療致命疾病Sakutia的藥物的副作用。他是末日巡邏隊的前成員[6]。

### 常設角色
- 克蘭·華特斯（英语：Curran Walters） 飾演 傑森·陶德／羅賓（Jason Todd / Robin）：蝙蝠俠的現任羅賓[7]。

- 里德·伯尼 飾演 亞當森博士（Dr. Adamson）：下令給原子家庭去追捕瑞秋的神秘組織幹部，實為特力貢的信徒。

- 阿倫·瑞奇森 飾演 漢克·哈爾／戰鷹（英语：Hank Hall）：一名具侵略性、冒犯性的彪形大漢，與其搭檔兼女友白鴿共同打擊犯罪[8]。

- 敏卡·凱利 飾演 棠恩·格蘭傑／白鴿（英语：Dawn Granger）：一名策略性且具防御性，體態輕盈的私刑者，與其搭檔兼男友戰鷹共同打擊犯罪[9]。

- 瑞秋·妮可絲 飾演 安琪拉·阿札拉斯（英语：Arella）：瑞秋的生母[10]。

- 傑夫·克拉克 飾演 原子老爹（Nuclear Dad）：原子家庭（英语：Nuclear Family (comics)）中的父親。

- 美樂蒂·強森 飾演 原子老媽（Nuclear Mom）：原子家庭中的母親。

- ·羅斯 飾演 原子老妹（Nuclear Si）：原子家庭中的女兒。

- 羅根·湯普森 飾演 原子畢夫（Nuclear Biff）：原子家庭中的兒子。

### 客串角色
- 琳賽·高特 飾演 艾美·羅哈巴赫（Amy Rohrbach）：一名警探，迪克的新搭檔[11]。

- 康娜·萊斯里（英语：Conor Leslie） 飾演 唐娜·特洛伊／神力女孩（Donna Troy / Wonder Girl）：迪克的朋友，曾為神力女超人的搭檔，現在退出私刑者行列成為攝影記者[12]。

安蒂·胡比克（Andi Hubick）飾演少女時期的唐娜，艾佛黛·卓索斯（Afrodite Drossos）飾演童年時期的唐娜。
- 西姆斯·戴佛（英语：Seamus Dever） 飾演 特力貢（英语：Trigon (comics)）：瑞秋的父親，一個具有毀滅世界能力的跨次元生物。

- 雪琳·芬 飾演 梅莉莎·羅斯（Melissa Roth）：瑞秋的養母[10]。

- 馬克·安東尼·克魯帕 飾演 康斯坦汀·科瓦（英语：Konstantin Kovar）：奧地利維也納的一名幫派分子[13]。

- 賈雷斯·J·梅茲 飾演 輔祭（The Acolyte）：獵殺瑞秋的神秘男子[10]。

- 布魯諾·畢契爾（英语：Bruno Bichir） 飾演 奈爾斯·考爾德／首席（英语：Chief (comics)）：末日巡邏隊的領導者及醫學界的首席醫生，專門尋找那些「處於需要奇蹟的死亡邊緣」的有需要之人[14]。

- 艾波兒·鮑比 飾演 麗塔·法爾／彈力女俠（英语：Elasti-Girl）：末日巡邏隊的一員及前演員，在受到有毒氣體的影響後，使自己的身體擁有了收縮和伸長的力量[15]。

- 傑克·麥可斯 飾演 克里夫·史提爾／機甲人（英语：Robotman (Cliff Steele)）：末日巡邏隊的一員及前賽車手，在一場事故而摧毀了他的身體後，其大腦被移植到機器身體中[16]。

- 馬特·波莫和杜威·墨菲 飾演 賴瑞·崔納／底片人（英语：Negative Man）：末日巡邏隊的一員及前飛行員，在受到負電荷能量的影響後，從頭到腳都包裹著繃帶並擁有飛行、穿越或引爆固體物質的能力。馬特·波莫為該角色配音[17]。

- 查克·史瑪杜 飾演 原子繼父（Atomic Stepdad）：原子老爹死後被送進原子家庭的替代品。

- 理查·齊貝林 飾演 安東尼·「東尼」·祖科（英语：Tony Zucco）：高譚市的黑幫老大之一，曾向哈利馬戲團收取保護費不果，因此設計害死了迪克的父母。

- 東尼·麥克 飾演 尼克·祖科（Nick Zucco）：東尼·祖科的兒子，因為父親的死怪罪見死不救的羅賓，在發現他的真實身分後決定殺害他親如家人的哈利馬戲團成員來復仇。

- 艾略特·奈特（英语：Elliot Knight） 飾演 唐·哈爾／白鴿（英语：Hawk and Dove）：漢克·哈爾的弟弟，起初的白鴿[18]。

- 雷斯特·史派特（英语：Lester Speight） 飾演 克萊頓·威廉斯（Clayton Williams）：哈利馬戲團的成員之一，迪克的忘年之交。馬戲團解散後靠著壯碩的體格當上了酒吧的保全。

- 瑪莉娜·瑟提斯（英语：Marina Sirtis） 飾演 瑪麗·格蘭傑（Marie Granger）：棠恩已過世的母親。

此外，艾連·穆西及麥希姆·沙伐利亞（Maxim Savarias）兩名特技演員替身出演蝙蝠俠。

## 集數
| 總集數 | 集數 | 標題 | 譯名        | 導演                | 編劇                                                                                   | 上線日期       | 製作代碼  |
| --- | ---- | ---- | ----------- | ------------------- | -------------------------------------------------------------------------------------- | -------------- | --------- |
| 1 | 1    |      | 泰坦        | 布萊德·安德森       | 劇本創作 ：阿奇瓦·高斯曼、傑夫·強斯＆葛瑞格·伯蘭蒂 故事構思 ：阿奇瓦·高斯曼＆傑夫·強斯 | 2018年10月12日 | T15.10146 |
| 在母親被一名神秘襲擊者謀殺之後，陷入困境的青少年瑞秋展現出念動力並逃離城鎮。底特律警探迪克·格雷森在晚上以私刑者羅賓的身份打擊犯罪。瑞秋被底特律警方接走，從惡夢中認出了迪克，並請求他幫忙。當迪克意識到瑞秋講述有關其母親的事情屬實時，瑞秋已被下藥並被綁架。與此同時，在奧地利的維也納，寇莉·安德斯在一輛子彈破壞的汽車殘骸中醒來，無法想起她的身份。她循線找到幫派分子康斯坦汀·科瓦，後者在她尋找名叫瑞秋的少女時遭她背叛。當科瓦試圖射殺她時，她釋放出能量並燒死了科瓦與房間內的其他人。在瑞秋即將被殺害她母親的男人儀式性的殺害前，她喪失意識後出現了黑暗版的瑞秋並殺害了即將殺死她的兇手。迪克來到後把她帶到了安全的地方。在俄亥俄州的卡溫頓，一隻綠色的老虎襲擊了一家電子商店並逃離並在森林中變形成一個人類男孩。 |      |      |             |                     |                                                                                        |                |           |
| 2 | 2    |      | 戰鷹與白鴿  | 布拉特·安德森       | 阿奇瓦·高斯曼                                                                          | 2018年10月19日 | T13.20902 |
| 迪克把瑞秋帶到以在數年前曾一同打擊犯罪的，以蒙面私刑者戰鷹與白鴿身份活動的漢克·哈爾與棠恩·格蘭傑的住處。雖然漢克與棠恩兩人穩定交往中，但瑞秋感應到迪克和棠恩曾經在一起，兩人間仍有未解的問題。當嫉妒的漢克與迪克打架時，黑暗版的瑞秋浮現並加以制止。原子家庭為了獲取瑞秋而被「啟用」，為了尋找瑞秋，他們折磨了迪克的新搭檔艾美·羅哈巴赫警探。戰鷹與白鴿在羅賓的暴力協助下拿下了一名軍火販子。瑞秋發現迪克打算將她留在漢克跟棠恩身邊後離去而感到沮喪。原子家庭打倒了迪克、漢克與棠恩並捕獲瑞秋，並讓棠恩受到重創。 |      |      |             |                     |                                                                                        |                |           |
| 3 | 3    |      | 起源        | 凱文·羅尼·蘇利文    | 理查·哈特姆、傑夫·強斯、瑪麗莎·穆克吉＆葛瑞格·沃克                                     | 2018年10月26日 | T13.20904 |
| 寇莉追蹤瑞秋並目擊了原子家庭綁架了她。瑞秋的黑暗版拒絕救她，寇莉來到並用她的能力焚毀原子老爹，並說服瑞秋跟她一起走。瑞秋和寇莉找到梅莉莎在瑞秋仍是嬰兒時將其藏起以遠離其父親的修道院，而寇莉在1年前曾經造訪此地。迪克回想起發現父母的死並非意外、被億萬富翁布魯斯·韋恩收養，並受其教導「另一種應對痛苦的方式」。瑞秋在短暫遇到加菲·羅根時迪克抵達。瑞秋的黑暗版再度浮現，迪克與寇莉將其帶回修道院，但修女們卻將她秘密地鎖在地下室。寇莉發現在她喪失記憶前曾研究過數個末日預言，有關帶來啟示錄的「酷姬」。瑞秋的黑暗版嘲諷瑞秋並浮現，造成修道院爆炸，使得瑞秋能夠逃離該處。 |      |      |             |                     |                                                                                        |                |           |
| 4 | 4    |      | 末日巡邏隊  | 約翰·佛賽特         | 傑夫·強斯                                                                              | 2018年11月2日  | T13.20905 |
| 瑞秋在樹林中逃亡時遇見老虎型態的小加。小加帶著瑞秋前往他的住處，在該處瑞秋認識「機甲人」克里夫·史提爾、「底片人」賴瑞·崔納以及「彈力女俠」麗塔·法爾，「首席」奈爾斯·考爾德醫生到達後因小加帶著陌生人來到他們的秘密家園而大為光火，但對於對瑞秋進行測試感到有興趣。瑞秋同意但不想被拘束在桌上，奈爾斯否決後在小加企圖變形拯救瑞秋時對他射了一枚鎮靜劑飛鏢。瑞秋的黑暗版出現並攻擊奈爾斯。同時，迪克與寇莉找到化為廢墟的修道院，並追蹤瑞秋來到考爾德宅邸。迪克讓瑞秋冷靜下來並向其保證他會保護她。他與瑞秋、寇莉一同離開，而小加在克里夫鼓勵他「活出自己的人生」後與迪克等人同行。 |      |      |             |                     |                                                                                        |                |           |
| 5 | 5    |      | 結隊        | 蜜拉·梅農           | 布萊恩·愛德華·希爾＆加布莉葉兒·史丹頓                                                  | 2018年11月9日  | T13.20906 |
| 迪克與寇莉、小加以及瑞秋正式結盟，而他們各自展現了各自的能力。瑞秋與小加變得親近，而迪克與寇莉則是發生了關係。亞當森博士將一名新的原子繼父送去給原子家庭，原子家庭發動襲擊，但在迪克等人通力合作下被制服。迪克也向同伴們揭曉他是羅賓。迪克造訪了用引爆器殺死原子家庭後的亞當森博士。當一支突擊隊意圖殺害迪克前，新的羅賓現身並救了他。 |      |      |             |                     |                                                                                        |                |           |
| 6 | 6    |      | 傑森·陶德   | 卡羅爾·班克         | 理查·哈特姆＆傑夫瑞·戴維·托馬斯                                                        | 2018年11月16日 | T13.20907 |
| 迪克和新羅賓傑森·陶德帶著亞當森來到布魯斯位於芝加哥的安全屋，稍後，他們與寇莉、瑞秋與小加會合。迪克在知道布魯斯於過去某個時刻在他的手腕某處植入了追蹤器後，用手術刀將其取出。傑森告訴迪克某人正在謀殺每個在馬戲團與迪克的父母共事的人，迪克便前往尋找克萊頓·威廉斯，唯一活著的表演者而且很可能是下個目標。克萊頓被尼克·祖科，殺害格雷森夫婦的黑幫份子東尼·祖科的兒子綁架。尼克因馬洛尼殺了他全家而意圖向迪克復仇。傑森協助迪克打倒尼克，但迪克卻對傑森不必要的暴力行徑深感不安。在此同時，亞當森告訴寇莉他只會跟瑞秋說話。 |      |      |             |                     |                                                                                        |                |           |
| 7 | 7    |      | 精神病院    | 亞歷克斯·卡利米諾斯 | 布萊恩·愛德華·希爾＆傑夫·強斯                                                          | 2018年11月23日 | T13.20908 |
| 亞當森自行割喉以逼迫瑞秋使用她的共情能力復活他，他接著告知迪克與寇莉瑞秋會「淨化」世界。亞當森告訴眾人瑞秋的生母安琪拉·阿札拉斯被拘束在一間廢棄的精神病院。眾人在抵達精神病院被捕獲，迪克、寇莉與小加則是遭到實驗折磨。亞當森保證他會在瑞秋召喚她父親後結束他對眾人的折磨，反之，瑞秋殺害了亞當森。瑞秋找到了安琪拉，秀出她的胎記以證明她是她的親生女兒。瑞秋帶著安琪拉逃脫並找到眾人，不過小加卻因為殺了一個精神病院的醫師而心靈受創。眾人逃脫，寇莉燒毀了精神病院，而迪克則燒了他的羅賓戰衣。 |      |      |             |                     |                                                                                        |                |           |
| 8 | 8    |      | 唐娜·       | 大衛·弗雷澤         | 理查·哈特姆＆瑪麗莎·穆克吉                                                             | 2018年11月30日 | T13.20909 |
| 當瑞秋、寇莉跟小加陪伴安琪拉前往她在俄亥俄州的房子時，迪克暫時獨自離開團隊與他的老朋友唐娜·特洛伊重新聯繫。警方將火車停下以搜尋寇莉，但是她在造成其中一節車廂爆炸後與眾人逃離。在瑞秋用她的力量解鎖寇莉的記憶時，唐娜解碼了迪克用手機拍下，位於寇莉的儲藏室的文本。唐娜對佚失的古老語言的解讀發現寇莉的任務是殺死瑞秋。寇莉在記憶一閃而過後，掐住了瑞秋的咽喉。 |      |      |             |                     |                                                                                        |                |           |
| 9 | 9    |      | 漢克和棠恩  | 阿奇瓦·高斯曼       | 傑夫·強斯                                                                              | 2018年12月7日  | T13.20910 |
| 在棠恩依舊昏迷時，漢克想起他童年時為了救自己的弟弟唐而允許自己遭受球隊教練的性虐待。大學時，漢克與唐成為私刑者戰鷹與白鴿懲罰性侵犯。喪失意識的棠恩回想起她作為芭蕾女伶的生活，還有她最後一次見到她母親的時候。唐與棠恩的母親在同一場事故喪生，使得漢克與棠恩在悲傷諮詢聚會認識彼此。棠恩發現漢克作為戰鷹的過去，他告訴棠恩他遭到性暴力，但因為無法面對發生在自己身上的事而沒有對教練尋求懲罰。棠恩找到施暴者並要求他坦白，兩人粗暴的毆傷彼此，漢克趕到並了結了教練。漢克與棠恩之後同床共枕。現今，棠恩甦醒後告訴漢克她們必須找到傑森·陶德並幫助瑞秋。 |      |      |             |                     |                                                                                        |                |           |
| 10 | 10   |      | 寇莉安      | 瑪嘉·佛威洛         | 加布莉葉兒·史丹頓                                                                      | 2018年12月14日 | T13.20911 |
| 唐娜阻止寇莉殺掉瑞秋，迪克與唐娜跟著寇莉來到一個廢棄倉庫，裡面有台為寇莉自行去除偽裝的太空船。寇莉的真實身份是來自塔馬拉星球的寇莉安，她的任務是毀滅瑞秋，而瑞秋的父親是特力貢，一個來自其他次元的生物，企圖毀滅包含地球跟塔馬拉星球在內的世界。瑞秋是特力貢回到這個次元的通道，也是能夠毀滅他的其中一種手段，而迪克、唐娜與寇莉發現安琪拉在協助特力貢。小加在安琪拉的房子裡開始看到幻覺並昏倒，安琪拉說服瑞秋召喚特力貢來幫她，而她照做了，使得安琪拉與特力貢重逢。特力貢治癒了小加，並告訴安琪拉一旦瑞秋心碎，他們就可以開始毀滅世界。迪克、唐娜與寇莉抵達房子，但只有迪克能穿過籠罩在安琪拉房子周圍的力場。                                                                                                  |      |      |             |                     |                                                                                        |                |           |
| 11 | 11   |      | 迪克·格雷森 | 葛倫·溫特           | 理查·哈特姆                                                                            | 2018年12月21日 | T13.20912 |
| 五年後，迪克與棠恩與他們的兒子約翰幸福的生活在一起，而瑞秋跟小加則一起上大學。殘障的傑森要求迪克阻止意圖殺死小丑的布魯斯。迪克前往高譚與加入FBI的寇莉重逢。蝙蝠俠冷血地殺死小丑以及包括謎語人、雙面人、腹語師在內的所有阿卡漢精神病院的病患與工作人員，使得迪克對警方供出蝙蝠俠的秘密身份給警方讓他們能夠逮捕他。一支SWAT小隊襲擊韋恩莊園，但蝙蝠俠屠殺了他們並殺死寇莉。迪克用爆裂物毀了莊園，在他發現蝙蝠俠依舊生存但卡在瓦礫中時，迪克解決了蝙蝠俠。現今，酷姬害怕地看著迪克被特力貢的力量所奴役，殺死蝙蝠俠則是特力貢所創造，用來將迪克拉入黑暗的幻覺。在大都會的卡德摩斯實驗室，擁有超人標誌的「13號實驗對象」逃脫，他同時釋放了一隻紅眼睛的拉布拉多獵犬。                                                 |      |      |             |                     |                                                                                        |                |           |

## 製作

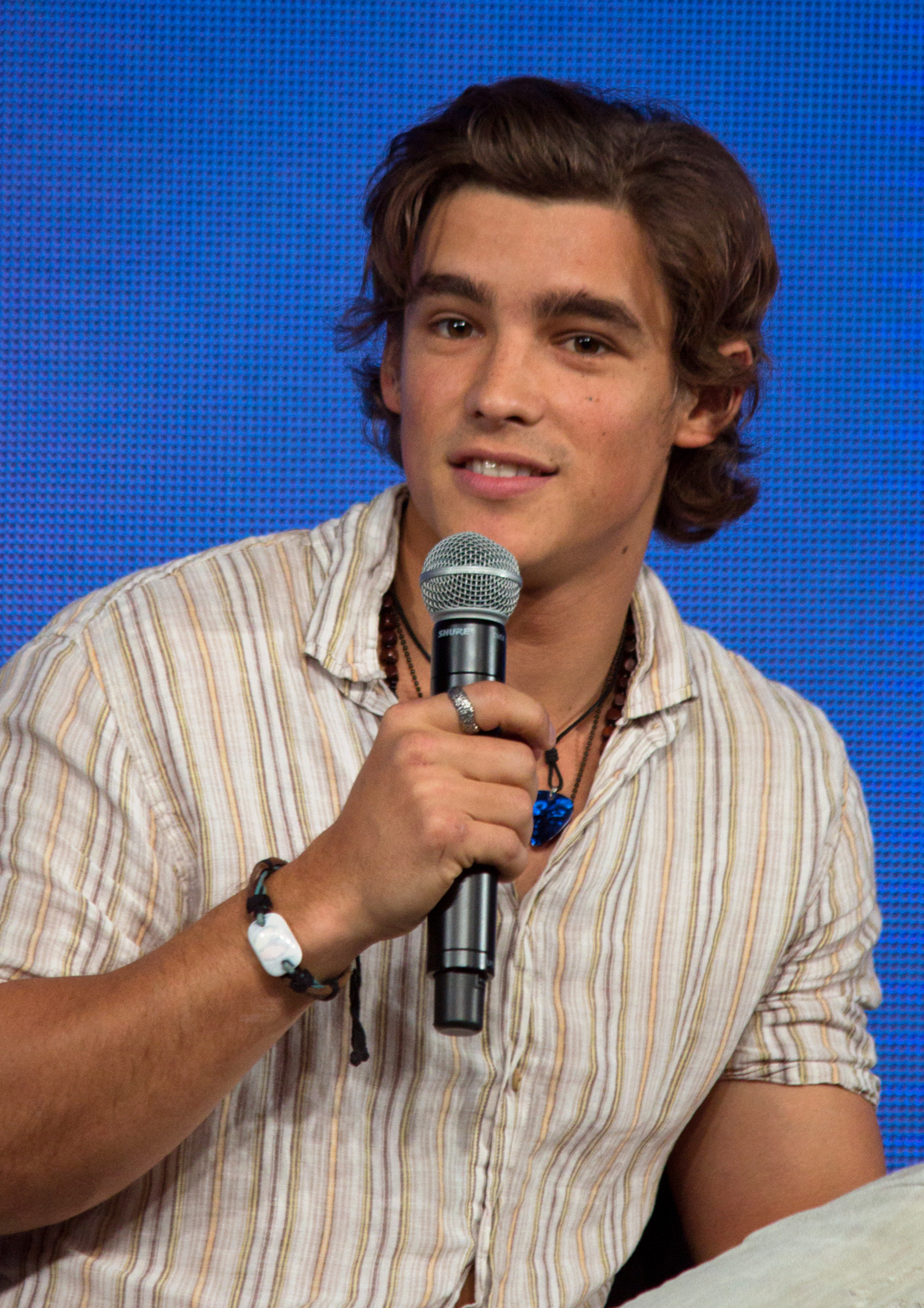
布蘭頓·思懷茲領銜出演理查·「迪克」·格雷森／羅賓／夜翼

### 開發
2014年9月，特納電視台宣佈啟動真人電視劇《泰坦》的製作計劃。至同年12月，由阿奇瓦·高斯曼編劇的試播集被預訂，講述主角迪克·格雷森從蝙蝠俠的助手羅賓成長為夜翼，并組建泰坦，其成員包括星火、渡鸦、芭芭拉·高登以及戰鷹與白鴿。2015年中期，試播集在加拿大多倫多拍攝。2015年5月，特納電視台總裁凱文·賴利希望在正式拍攝開始之前確定演員，並且表示這部電視劇在非常忠實於漫畫的同時具有開創性。這部電視劇的名字由《泰坦》改為《黑鳥》，并計劃於2015年中期在多倫多開始拍攝。之後，啟動製作的時間被延宕至2015年10月。2016年1月，特納電視台宣佈不再繼續製作這一項目。2月，傑夫·強斯表示：「DC漫畫早已知曉特納電視台停止《泰坦》電視劇的製作，這已經不是新聞。我們有自己的《泰坦》開發計劃，是整個DC計劃的重要組成部分。」強斯補充道，「《泰坦》電視劇裡不能沒有羅賓……為此我們幕後做了很多工作。」之前這個項目正是因蝙蝠俠相關的版權問題而停滯。
2017年4月，華納兄弟宣佈《泰坦》會於2018年在DC漫畫的在線流媒體平台DC Universe首播。該劇集由阿奇瓦·高斯曼、傑夫·強斯、葛瑞格·貝蘭提以及莎拉·謝赫特開發製作，高斯曼和貝蘭提撰寫試播集劇本。製作公司除華納兄弟電視公司之外，阿奇瓦·高斯曼的Weed Road Pictures和貝蘭提的Berlanti Productions亦參與其中。
第一季起初計劃共有12集，2018年12月，報道稱第11集將作為第一季的季終集，第12集將作為第二季的首播集播出。

### 選角
2017年8月上旬，蒂根·卡芙特確定出演渡鸦。月底，安娜·迪奧普和布蘭頓·思懷茲被選入劇組，分別飾演星火和迪克·格雷森。2017年10月，人皮獸確定將由瑞恩·波特飾演。
2017年9月上旬，阿倫·瑞奇森和敏卡·凱利確認加入本劇，分別飾演漢克·哈爾／戰鷹和棠恩·格蘭傑／白鴿。月底，琳賽·高特將客串出演警探艾美·羅哈巴赫。2018年1月，消息稱希姆斯·德維爾將本劇中出演一名仍未公開角色。一個月後，末日巡邏隊成員「首席」奈爾斯·考爾德、「彈力女俠」麗塔·法爾、「機甲人」克里夫·史提爾及「底片人」賴瑞·崔納分別由布魯諾·比基爾、艾波兒·鮑比、傑克·麥可斯以及杜威·墨菲飾演。克蘭·華特斯和康娜·萊斯里分別飾演傑森·陶德和唐娜·。8月，艾略特·奈特確認出演唐·哈爾／白鴿。12月，報道稱艾連·穆西以以特技演員身份出演蝙蝠俠，不出演布魯斯·韋恩。

### 拍攝
2017年11月15日，第一季在多倫多開始拍攝，6月28日殺青。

## 迴響
在影視匯總點評網站爛番茄上，《泰坦》第一季獲得了「認證新鮮」80%的標牌，6.66/10分（45位劇評人）。《泰坦》在Metacritic網站上獲得了中等評分，55/100分（8位劇評人）。
多邊形網站劇評人蘇珊娜·馬洛認為《泰坦》「通過幽默元素緩和殘酷的暴力和黑暗的主題，並提供了足夠的時間深入挖掘主要角色故事以及相互關係」。Comicbook網站的查利·瑞吉稱讚「安娜·迪奧普運用精妙而真實的表演方式體現出角色神奇詭譎的經歷，同時傳達出隱藏在表面之下的兇猛與堅韌」。Nerdist的羅茜·奈特認為劇中核心角色的選角讓人滿意，劇本也不錯。《福布斯》撰稿人梅里爾·巴爾將《泰坦》與CW電視網的電視劇《河谷鎮》對比，稱《泰坦》的主題比以往設計少年泰坦的動畫系列更加黑暗以及堅韌。
另一方面，Screen Rant網站的凱文·約曼對該節目中「過度暴力」持批評態度，他寫道，「《泰坦》整體上沒有賦予劇中的角色和超級英雄們任何新鮮的或特別扣人心弦的思想」。類似地，Collider網站的文尼·曼庫索表示，「如果你只是迷戀於影視中的老派極端暴力元素以及多變的敘事風格，《泰坦》並不是其中佼佼者。」

## 宣傳與發行
《泰坦》於2018年10月12日在DC漫畫的在線流媒體平台DC Universe首播，每週播出一集。2018年10月3日，第1集在紐約漫展點映。第一季共有11集。

### 影碟發行
| 《泰坦》第一季                  |          |               |               |                |                |                |                |
| 影碟詳情                        |          |               |               |                |                |                |                |
| - 11集／3碟裝 - 總時長：528分鐘 |          |               |               |                |                |                |                |
| DVD                             | DVD      | 區域1         | 區域1         | 區域2          | 區域2          | 區域4          | 區域4          |
| 發行日期                        | 發行日期 | 2019年7月16日 | 2019年7月16日 | 2019年10月14日 | 2019年10月14日 | 2019年10月16日 | 2019年10月16日 |
| 藍光影碟                        | 藍光影碟 | A區           | A區           | A區            | B區            | B區            | B區            |
| 發行日期                        | 發行日期 | 2019年7月16日 | 2019年7月16日 | 2019年7月16日  | 2019年10月14日 | 2019年10月14日 | 2019年10月14日 |

## 資料來源
1. 1 2  Petski, Denise. . Deadline Hollywood. 2017-12-01  [2017-12-04]. （原始内容存档于2018-06-30） （英语）.
2. 1 2  Andreeva, Nellie. . Deadline Hollywood. 2017-08-03  [2018-12-19]. （原始内容存档于2019-03-26） （英语）.
3. ↑  . DC Comics Blog. 2018-06-28  [2018-07-01]. （原始内容存档于2019-01-23） （英语）.
4. ↑  Agard, Chancellor. . Entertainment Weekly. 2018-09-13  [2018-09-14]. （原始内容存档于2019-03-27） （英语）.
5. 1 2  Andreeva, Nellie. . Deadline Hollywood. 2017-08-03  [2018-12-19]. （原始内容存档于2017-10-08） （英语）.
6. 1 2  Andreeva, Nellie. . Deadline Hollywood. 2017-10-18  [2018-12-19]. （原始内容存档于2017-10-20） （英语）.
7. 1 2  Prudom, Laura. . IGN. 2018-09-13  [2018-12-19]. （原始内容存档于2019-02-16） （英语）.
8. 1 2  Andreeva, Nellie. . Deadline Hollywood. 2017-09-07  [2018-12-19]. （原始内容存档于2018-10-27） （英语）.
9. 1 2  Andreeva, Nellie. . Deadline Hollywood. 2017-09-07  [2018-12-19]. （原始内容存档于2018-09-23） （英语）.
10. 1 2 3  . Screen Rant. 2018-10-12  [2020-07-02]. （原始内容存档于2020-02-04） （美国英语）.
11. 1 2  Ausiello, Michael. . TVLine. 2017-09-29  [2018-12-19]. （原始内容存档于2017-12-02） （英语）.
12. 1 2  Ridgely, Charlie. . Comicbook.com. 2018-06-12  [2018-12-19]. （原始内容存档于2018-12-13） （英语）.
13. ↑  . 2018-10-12  [2020-07-02]. （原始内容存档于2020-06-29） –showsnob.com （美国英语）.
14. 1 2  Petski, Denise. . Deadline Hollywood. 2018-02-25  [2018-12-19]. （原始内容存档于2018-02-16） （英语）.
15. 1 2  Abrams, Natalie. . Entertainment Weekly. 2018-02-20  [2018-12-19]. （原始内容存档于2018-02-20） （英语）.
16. 1 2  Burlingame, Russ. . Comicbook.com. 2018-02-22  [2018-12-19]. （原始内容存档于2018-02-23） （英语）.
17. 1 2  Cecchini, Mike. . Den of Geek. 2018-02-28  [2018-12-19]. （原始内容存档于2018-03-01） （英语）.
18. 1 2  Melendez, Marcos. . SuperBroMovies. 2018-08-14  [2018-12-19]. （原始内容存档于2018-12-20） （英语）.
19. ↑  Friedlander, Whitney. . Variety. 2014-09-11  [2018-12-10]. （原始内容存档于2018-08-28） （英语）.
20. ↑  Goldberg, Lesley. . The Hollywood Reporter. 2014-12-08  [2018-12-10]. （原始内容存档于2014-12-13） （英语）.
21. ↑  Diaz, Eric. . Nerdist. 2015-02-02  [2018-12-10]. （原始内容存档于2015-02-02） （英语）.
22. ↑  Lealos, Shawn S. . Renegade Cinema. 2015-02-13  [2018-12-10]. （原始内容存档于2015-05-19） （英语）.
23. ↑  Lulla. . Season Zero. 2015-06-26  [2018-12-10]. （原始内容存档于2015-09-22） （英语）.
24. ↑  Luclla. . Season Zero. 2015-06-26  [2018-12-10]. （原始内容存档于2015-03-13） （英语）.
25. ↑  White, Brett. . Comic Book Resources. 2016-01-07  [2018-12-10]. （原始内容存档于2016-11-05） （英语）. TNT president Kevin Reilly revealed that production on the long in-development drama series based on DC's Teen Titans property has been stopped.
26. ↑  Friedlander, Whitney. . Variety. 2016-01-07  [2018-12-10]. （原始内容存档于2019-01-23） （英语）.
27. 1 2 3  Mitovich, Matt Webb. . TVLine. 2016-02-02  [2018-12-10]. （原始内容存档于2016-06-26） （英语）.
28. ↑  Andreeva, Nellie. . Deadline Hollywood. 2017-04-25  [2018-12-10]. （原始内容存档于2019-05-15） （英语）.
29. 1 2 3  Ramos, Dino-Ray. . Deadline Hollywood. 2018-08-29  [2018-12-19]. （原始内容存档于2018-08-30） （英语）.
30. ↑  Agard, Chancellor. . Entertainment Weekly. 2018-12-14  [2018-12-19]. （原始内容存档于2018-12-17） （美国英语）.
31. 1 2  Pulliam-Moore, Charles. . io9. 2018-12-14  [2018-12-19]. （原始内容存档于2018-12-15） （美国英语）.
32. ↑  Bacon, Thomas. . Screen Rant. 2018-12-14  [2019-01-02]. （原始内容存档于2018-12-26） （美国英语）.
33. ↑  Andreeva, Nellie. . Deadline Hollywood. 2017-08-31  [2018-12-19]. （原始内容存档于2017-10-22） （英语）.
34. ↑  Petski, Denise. . Deadline Hollywood. 2018-01-17  [2018-12-19]. （原始内容存档于2018-01-18） （英语）.
35. ↑  Estorari, Daniel. . 2018-12-14  [2018-12-19]. （原始内容存档于2018-12-17） –torredavigilancia.com （西班牙语）.
36. ↑  . 多倫多.   [2018-12-10]. （原始内容存档于2018-03-20） （英语）.
37. ↑  Vlessing, Etan. . 好萊塢報道. 2017-12-12  [2018-12-19]. （原始内容存档于2019-03-28） （英语）.
38. ↑  Shaw-Williams, Hannah. . Screen Rant. 2018-06-28  [2018-12-19]. （原始内容存档于2019-04-04） （英语）.
39. ↑  . 爛番茄.   [2020-06-17]. （原始内容存档于2020-06-14） （美国英语）.
40. ↑  . Metacritic. 2018  [2018-12-10]. （原始内容存档于2018-10-30） （英语）.
41. ↑  Polo, Susana. . Polygon. 2018-10-04  [2018-12-21]. （原始内容存档于2019-01-23） （英语）.
42. ↑  Ridgely, Charlie. . Comicbook.com. 2018-10-04  [2018-12-21]. （原始内容存档于2018-12-13） （英语）.
43. ↑  Knight, Rosie. . Nerdist. 2018-10-04  [2018-12-21]. （原始内容存档于2019-01-09） （英语）.
44. ↑  Barr, Merrill. . Forbes. 2018-10-04  [2018-12-21]. （原始内容存档于2018-11-28） （英语）.
45. ↑  Yeoman, Kevin. . Screen Rant. 2018-10-04  [2018-12-21]. （原始内容存档于2018-10-05） （英语）.
46. ↑  Mancuso, Vinnie. . Collider. 2018-10-04  [2018-12-21]. （原始内容存档于2018-12-20） （英语）.
47. ↑  Anderson, Jenna. . Comocbook.com. 2018-08-29  [2018-12-19]. （原始内容存档于2019-03-30） （美国英语）.
48. ↑  .   [2020-06-15] –Amazon （美国英语）.
49. ↑  .   [2020-06-15] –Amazon （美国英语）.
50. ↑  .   [2020-06-15]. （原始内容存档于2020-06-15） –JB Hi-Fi （美国英语）.
51. ↑  .   [2020-06-15] –Amazon （美国英语）.
52. ↑  .   [2020-06-15]. （原始内容存档于2020-01-03） –Amazon （美国英语）.

## 外部連結
- 官方网站
- 《《泰坦》》各集列表 来自互联网电影数据库